# 波洛希 (波洛希區村莊)
波洛希（烏克蘭語：Пологи）是位於烏克蘭東南部的村莊，由扎波羅熱州波洛希區的波洛希市鎮負責管轄。該村始建於1795年，面積6.06平方公里，海拔高度102米，2001年人口3,215，人口密度每平方公里530.8人。